# Порт-Сондерс
Порт-Сондерс (англ. Port Saunders) — містечко в Канаді, у провінції Ньюфаундленд і Лабрадор.

## Населення
За даними перепису 2016 року, містечко нараховувало 674 особи, показавши скорочення на 3,3%, порівняно з 2011-м роком. Середня густина населення становила 17,4 осіб/км².
З офіційних мов обидвома одночасно володіли 10 жителів, тільки англійською — 645.
Працездатне населення становило 61,9% усього населення, рівень безробіття — 28,6% (35,1% серед чоловіків та 21,2% серед жінок). 100% осіб були найманими працівниками, а 0% — самозайнятими.
Середній дохід на особу становив $44 486 (медіана $32 320), при цьому для чоловіків — $56 297, а для жінок $33 532 (медіани — $41 024 та $25 920 відповідно).
22,1% мешканців мали закінчену шкільну освіту, не мали закінченої шкільної освіти — 39,8%, 38,1% мали післяшкільну освіту, з яких 18,6% мали диплом бакалавра, або вищий.
| Статево-вікова структура населення | Статево-вікова структура населення | Статево-вікова структура населення | Статево-вікова структура населення | Статево-вікова структура населення |
| ---------------------------------- | ---------------------------------- | ---------------------------------- | ---------------------------------- | ---------------------------------- |
|                                    |                                    |                                    |                                    |                                    |
| Всього                             | Всього                             | 46,7%53,3%                         |                                    |                                    |
| 0 — 14 років                       | 0 — 14 років                       |                                    | 12,6%                              | 12,6%                              |
| 15 — 64 років                      | 15 — 64 років                      |                                    | 64,4%                              | 64,4%                              |
| 65 і більше                        | 65 і більше                        |                                    | 23%                                | 23%                                |
| 85 і більше                        | 85 і більше                        |                                    | 4,4%                               | 4,4%                               |
| Середній вік (років)               | Середній вік (років)               | 48,047,8                           | 47,9                               | 47,9                               |
| Медіана (років)                    | Медіана (років)                    | 51,850,6                           | 51,3                               | 51,3                               |
| — чоловіки — жінки                 |                                    |                                    |                                    |                                    |

| Походження мешканців:     | Походження мешканців:     | Походження мешканців: | Походження мешканців: | Походження мешканців: |
| ------------------------- | ------------------------- | --------------------- | --------------------- | --------------------- |
| Походження                |                           |                       | осіб                  | %                     |
| Корінні американці        | Корінні американці        |                       | 230                   | 34.33%                |
| Інше північноамериканське | Інше північноамериканське |                       | 355                   | 52.99%                |
| Європейське               | Європейське               |                       | 365                   | 54.48%                |
| британське                | британське                |                       | 340                   | 50.75%                |
| французьке                | французьке                |                       | 90                    | 13.43%                |

| Зайнятість населення за галузями (за класифікацією NOC): | Зайнятість населення за галузями (за класифікацією NOC): | Зайнятість населення за галузями (за класифікацією NOC): | Зайнятість населення за галузями (за класифікацією NOC): | Зайнятість населення за галузями (за класифікацією NOC): |
| -------------------------------------------------------- | -------------------------------------------------------- | -------------------------------------------------------- | -------------------------------------------------------- | -------------------------------------------------------- |
|                                                          |                                                          |                                                          |                                                          |                                                          |
| Управління                                               | Управління                                               |                                                          | 5,7%                                                     | 5,7%                                                     |
| Бізнес, фінанси та адміністрування                       | Бізнес, фінанси та адміністрування                       |                                                          | 2,9%                                                     | 2,9%                                                     |
| Природничі та прикладні науки                            | Природничі та прикладні науки                            |                                                          | 5,7%                                                     | 5,7%                                                     |
| Охорона здоров'я                                         | Охорона здоров'я                                         |                                                          | 12,9%                                                    | 12,9%                                                    |
| Освіта, правозахист, муніципальні та урядові служби      | Освіта, правозахист, муніципальні та урядові служби      |                                                          | 14,3%                                                    | 14,3%                                                    |
| Роздрібна торгівля та послуги                            | Роздрібна торгівля та послуги                            |                                                          | 14,3%                                                    | 14,3%                                                    |
| Гуртова торгівля, транспорт та обладнання                | Гуртова торгівля, транспорт та обладнання                |                                                          | 28,6%                                                    | 28,6%                                                    |
| Природні ресурси, сільське господарство                  | Природні ресурси, сільське господарство                  |                                                          | 14,3%                                                    | 14,3%                                                    |
| Виробництво                                              | Виробництво                                              |                                                          | 4,3%                                                     | 4,3%                                                     |

## Клімат
Середня річна температура становить 2,6°C, середня максимальна – 18°C, а середня мінімальна – -15,1°C. Середня річна кількість опадів – 1 072 мм.
| Клімат поселення                              | Клімат поселення | Клімат поселення | Клімат поселення | Клімат поселення | Клімат поселення | Клімат поселення | Клімат поселення | Клімат поселення | Клімат поселення | Клімат поселення | Клімат поселення | Клімат поселення | Клімат поселення |
| Показник                                      | Січ.             | Лют.             | Бер.             | Квіт.            | Трав.            | Черв.            | Лип.             | Серп.            | Вер.             | Жовт.            | Лист.            | Груд.            |                  |
| Середній максимум, °C                         | −3,9             | −5,14            | −0,78            | 5,31             | 10,49            | 14,99            | 17,99            | 17,83            | 13,59            | 8,19             | 3,09             | −2,23            |                  |
| Середня температура, °C                       | −8,86            | −10,1            | −5,72            | 0,33             | 5,53             | 10,03            | 14,98            | 14,83            | 10,58            | 5,18             | 0,08             | −5,23            |                  |
| Середній мінімум, °C                          | −13,81           | −15,06           | −10,71           | −4,63            | 0,55             | 5,07             | 11,96            | 11,82            | 7,56             | 2,16             | −2,93            | −8,24            |                  |
| Норма опадів, мм                              | 115              | 87               | 70               | 52               | 70               | 93               | 104              | 99               | 104              | 95               | 84               | 99               |                  |
| Середньомісячна швидкість вітру, м/с          | 6.30             | 5.90             | 5.80             | 5.40             | 4.87             | 4.67             | 4.40             | 4.57             | 5.16             | 5.52             | 6.02             | 6.47             |                  |
| Середньомісячна сонячна радіація, кДж/м²·день | 3275             | 6418             | 10833            | 14710            | 17729            | 18993            | 18382            | 15386            | 11174            | 6535             | 3549             | 2440             |                  |
| --------------------------------------------- | ---------------- | ---------------- | ---------------- | ---------------- | ---------------- | ---------------- | ---------------- | ---------------- | ---------------- | ---------------- | ---------------- | ---------------- | ---------------- |
| Джерело:                                      |                  |                  |                  |                  |                  |                  |                  |                  |                  |                  |                  |                  |                  |